# Tetraclinis

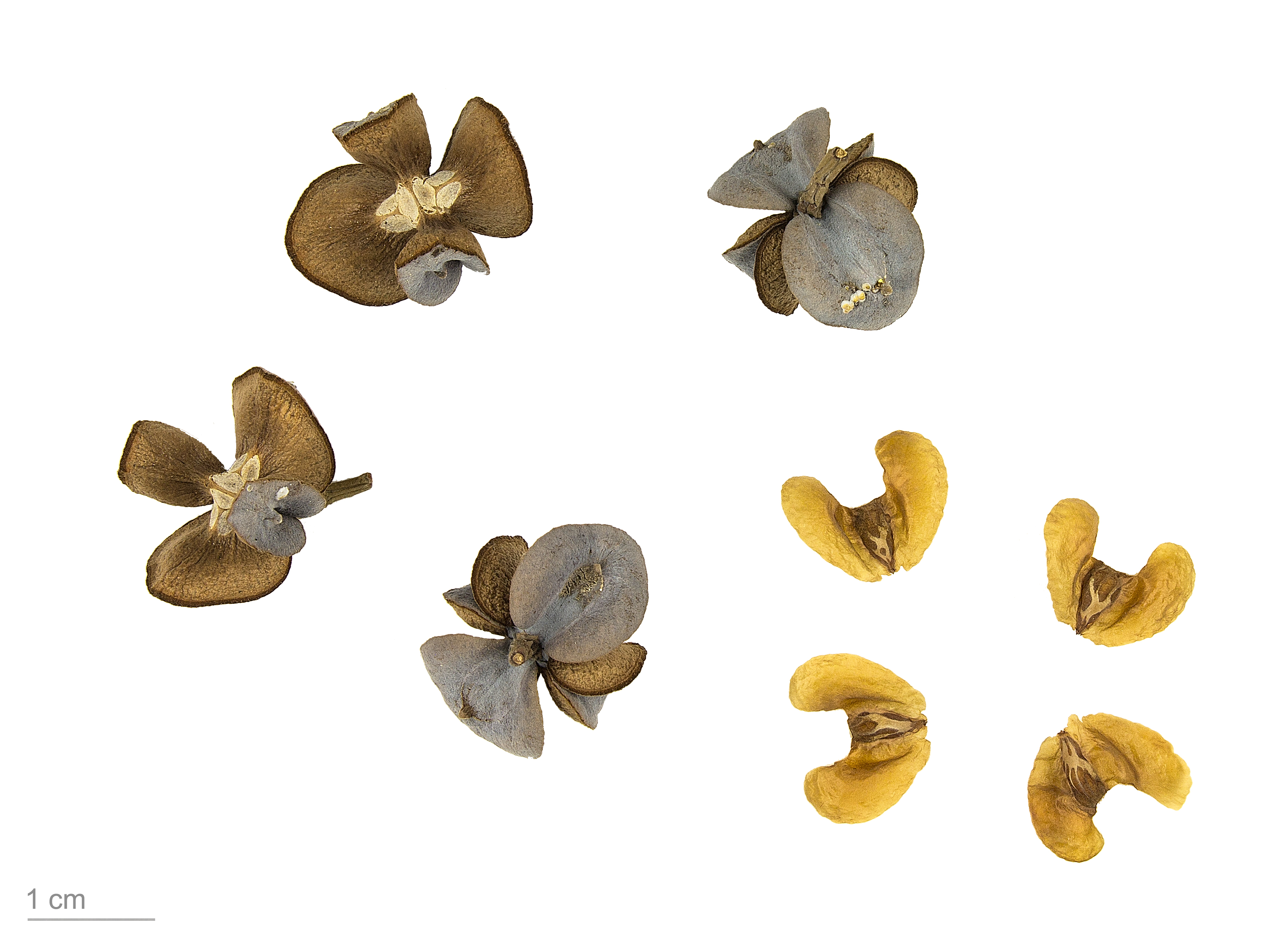
Tetraclinis articulata

Tetraclinis is de botanische naam van een geslacht uit de cipresfamilie (Cupressaceae). Het geslacht telt één soort die voorkomt in het westelijke en zuidelijke Middellandse Zeegebied.

## Soorten
- Tetraclinis articulata (Vahl) Mast.